# Chaki
Pour l’article homonyme, voir Shaki (Syunik).
Cheki (en azéri : Şəki [ ʃæˈki]) est une ville du nord-ouest de l'Azerbaïdjan. Chaki est situé à 325 km de Bakou. 
Sa population s'élève à 63 700 habitants en 2012.

## Toponymie
La ville est appelée en russe Шеки (Šeki).

## Administration
La ville est le chef-lieu du raion de Şəki, mais n'en fait pas partie et constitue une subdivision administrative distincte.

## Géographie
Les sommets des monts enneigés du Grand Caucase atteignent de 3 000 à 3 600 m d’altitude dans certaines parties. La température moyenne annuelle à Chaki est de 12 °C. En juin et août la température moyenne quotidienne est de 20 à 25 °C. Chaki est situé à une altitude comprise entre 500 et 850 m d’altitude. Les forêts de montagne autour des localités limitent le réchauffement de la ville. Les forêts de montagne, où l'on trouve  le hêtre et le noisetier, permettent de protéger la ville des inondations et la décorent. La faune y est riche. Les terres brunes sont réparties sur tout le territoire. Les principales rivières de la ville sont Kish et Gurdjana.

## Histoire
Cheki est l'une des plus anciennes villes d'Azerbaïdjan.  Selon les historiens, la ville pourrait être l'une des plus anciennes colonies du Caucase. D'après certains, les pièces découvertes datent de plus de 2 500 ans. Il y a des traces de grandes colonies à Chaki datant de plus de 2700 ans. C'était l'une des plus grandes villes des États albaniens au Ier siècle. Le temple principal des anciens Albaniens y était situé. Shaki était divisé en 11 provinces administratives. Après l'invasion arabe, Chaki fut annexé au troisième émirat.
Le Khanat de Chaki dure de  1743 au 27 juillet 1819, lors de son annexion par le commandant en chef et général de l'armée russe, Alexis Iermolov.
Sheki fut le siège de l'Église albanienne[réf. nécessaire].
La ville est aujourd'hui, et ce contrairement au reste du pays, majoritairement sunnite car proche du Daghestan.
Le « centre historique de Sheki avec le palais du Khan » est inscrit sur la liste du patrimoine mondial de l'UNESCO le 7 juillet 2019, en raison de son architecture unique et de son histoire passée en tant que centre commercial important le long de la Route de la soie.

## Population
Recensements (*) ou estimations de la population :
| 1897*  | 1923*  | 1926*  | 1939*  | 1959*  | 1970*  |
| ------ | ------ | ------ | ------ | ------ | ------ |
| 24 734 | 14 971 | 22 965 | 32 278 | 34 348 | 43 158 |

| 1979*  | 1989*  | 1999*  | 2009*  | 2011   | 2012   |
| ------ | ------ | ------ | ------ | ------ | ------ |
| 49 475 | 56 223 | 60 415 | 62 965 | 63 500 | 63 700 |

Le nombre de Chaki est de 174,1 mille personnes. Y compris, la population rurale est de 105,7 mille personnes, tandis que la population urbaine est de 66,9 mille personnes. La densité de population est de 72 personnes pour 1 kilomètre carré.

## Culture

### Architecture
Chaki a toujours joué un rôle central dans l'art azerbaïdjanais et plus généralement dans l'art et l'architecture de l'Azerbaïdjan. La mosquée Omer Efendi a été construite au XIXe siècle ; la mosquée de l'Imam Ali l'a probablement été en 1775.
Le palais des khans de Chaki, construit en 1762 sans un seul clou, est l'un des monuments les plus merveilleux de son époque. Affiché dans le palais des artefacts de l'ère khanate, ainsi que des expositions de la scène artistique. Le château de Chaki, construit par le fondateur du Khanat de Chaki (1743-1819), Hadji Chalabi Khan (règne, 1743 — 1755), près du village de Nukha, sur les contreforts sud du Caucase.

### Cuisine
Chaki est bien connu avec son type spécial de baklava, appelé Şəkli halvası. l y a quelques plats délicieux comme piti et girmabadam.

## Galerie

Caravanserail à Chaki
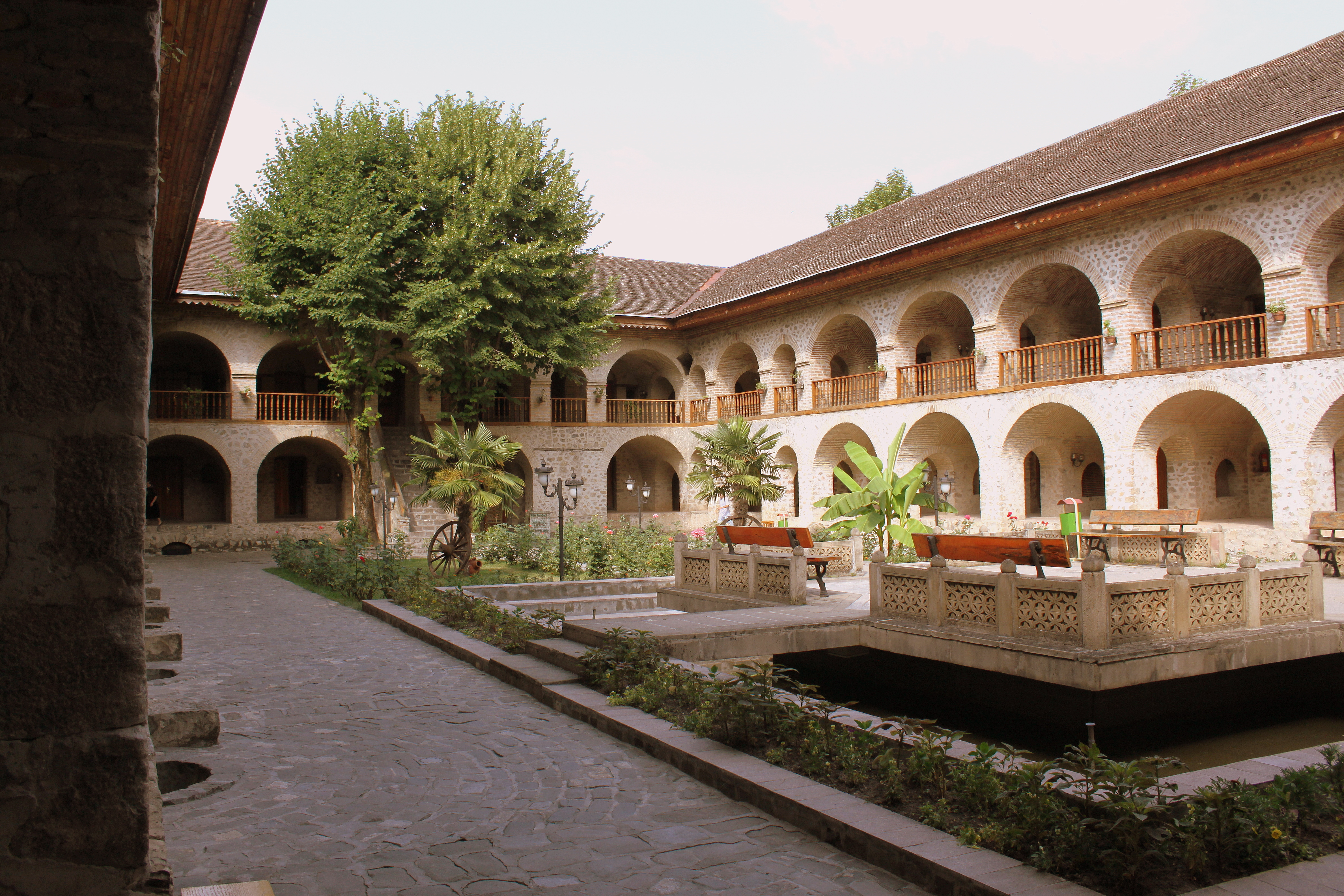
Le caravansérail
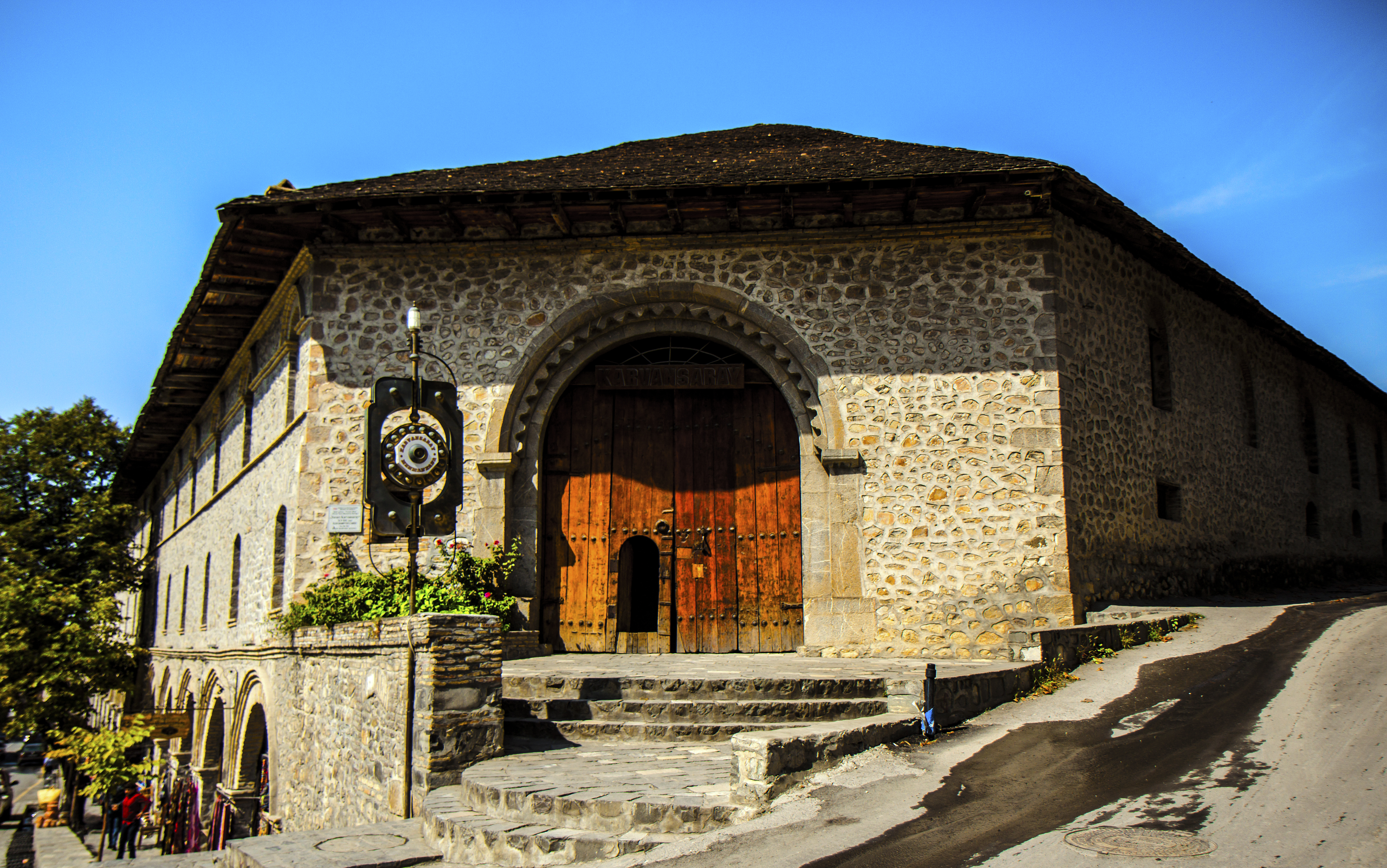
Le caravansérail du haut à Chaki. Construction du XVIIIe siècle. Photo septembre 2018.
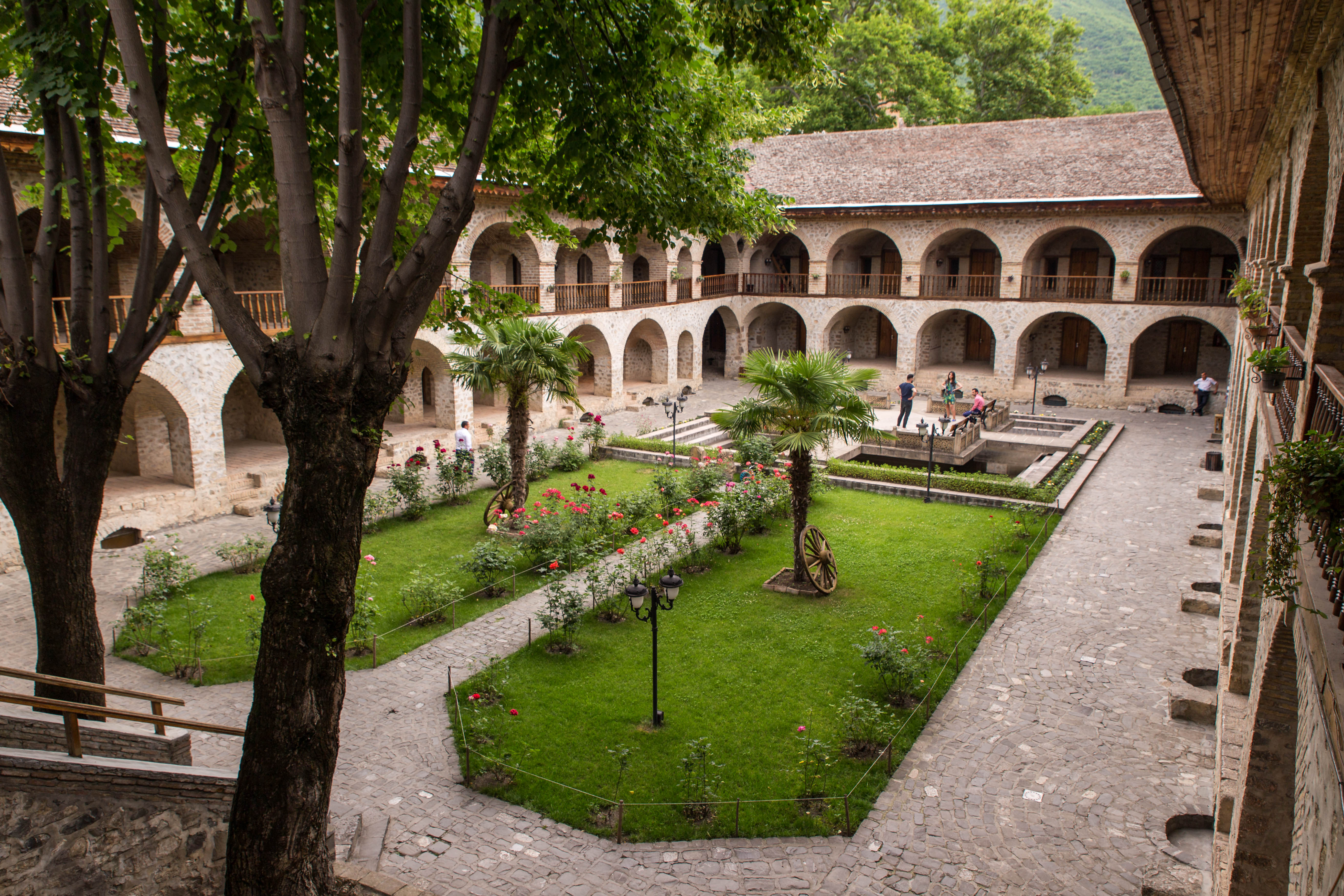
Le caravansérail du haut à Chaki. Juin 2017.

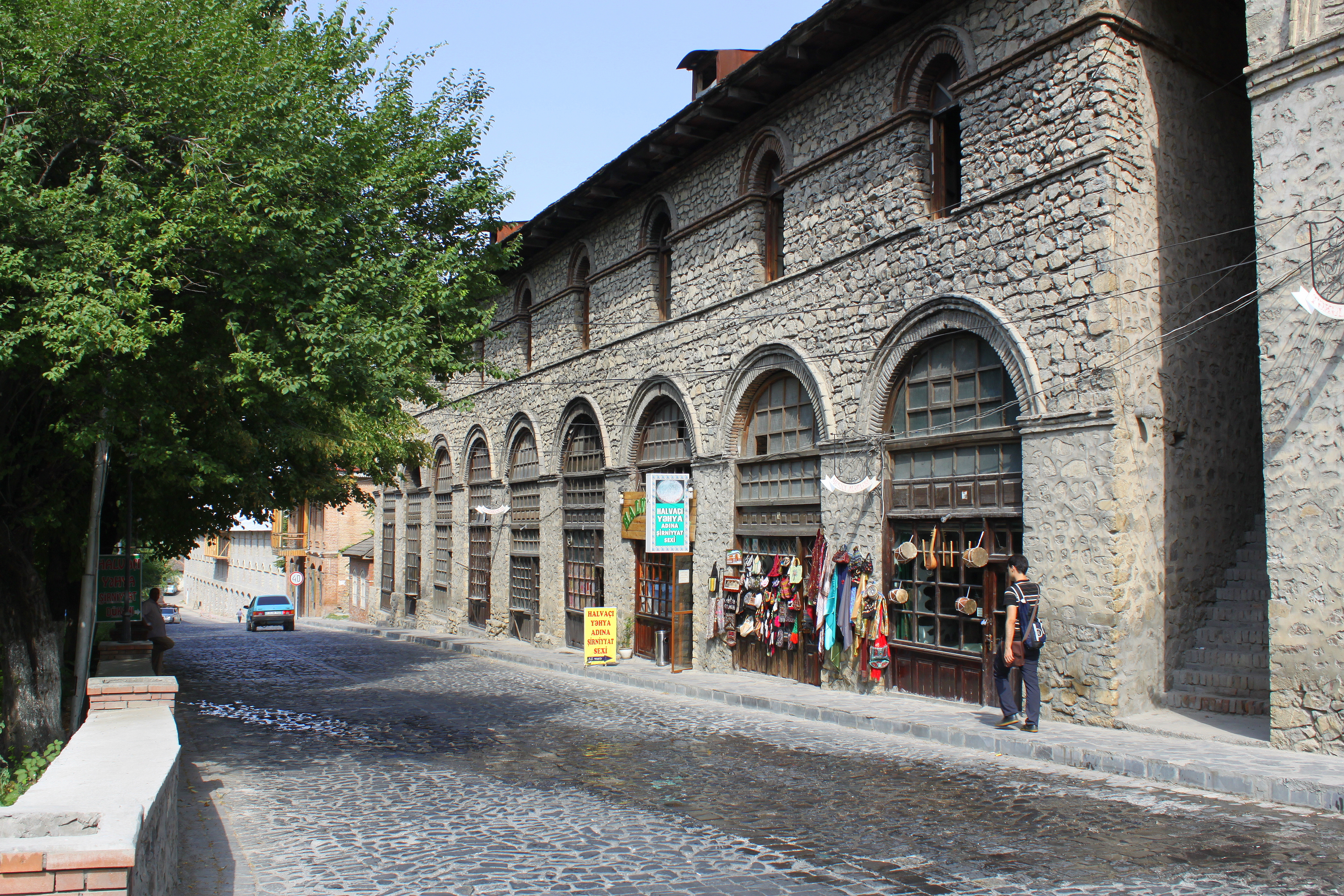
Une rue de Chaki
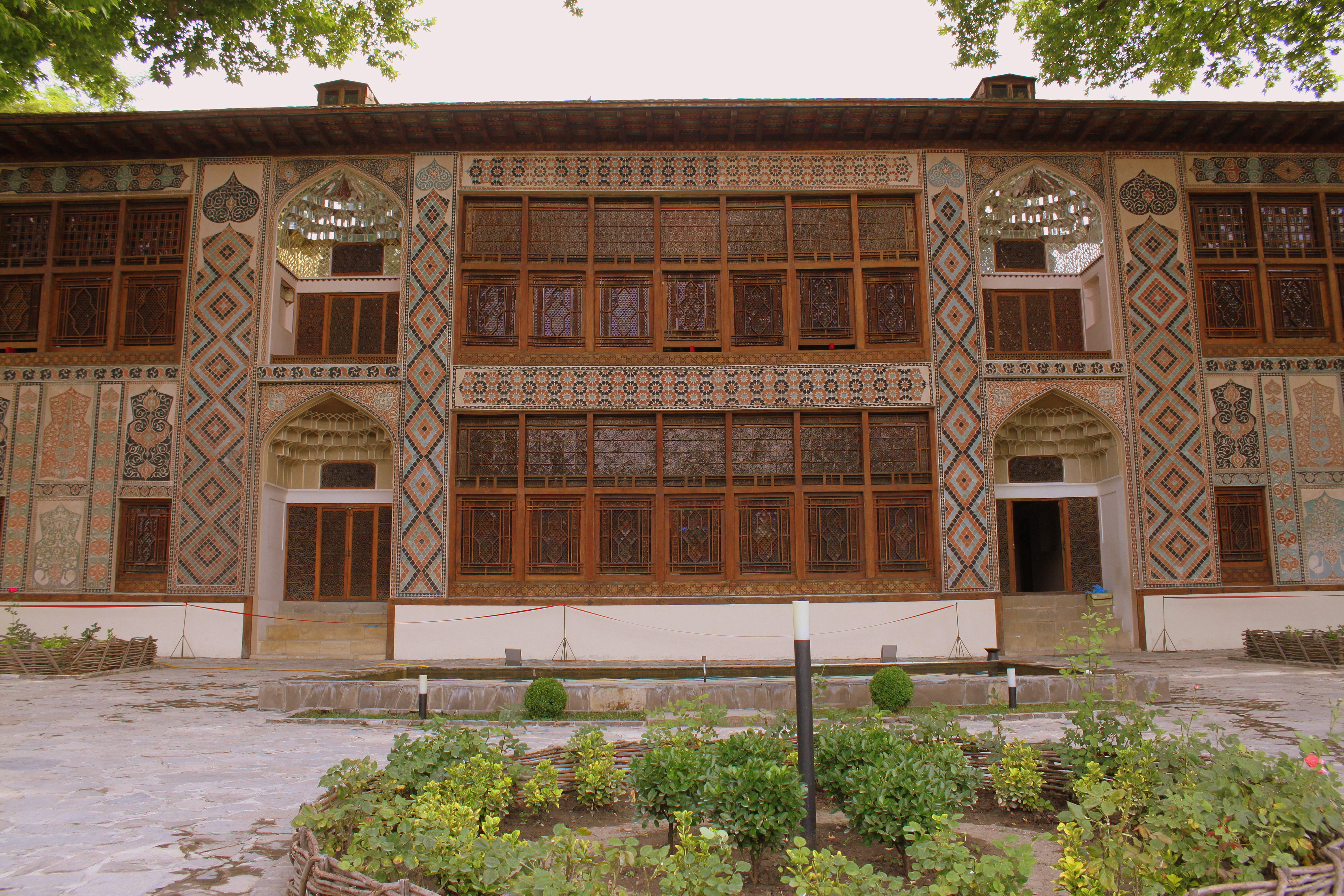
Le palais du Khan à Chaki
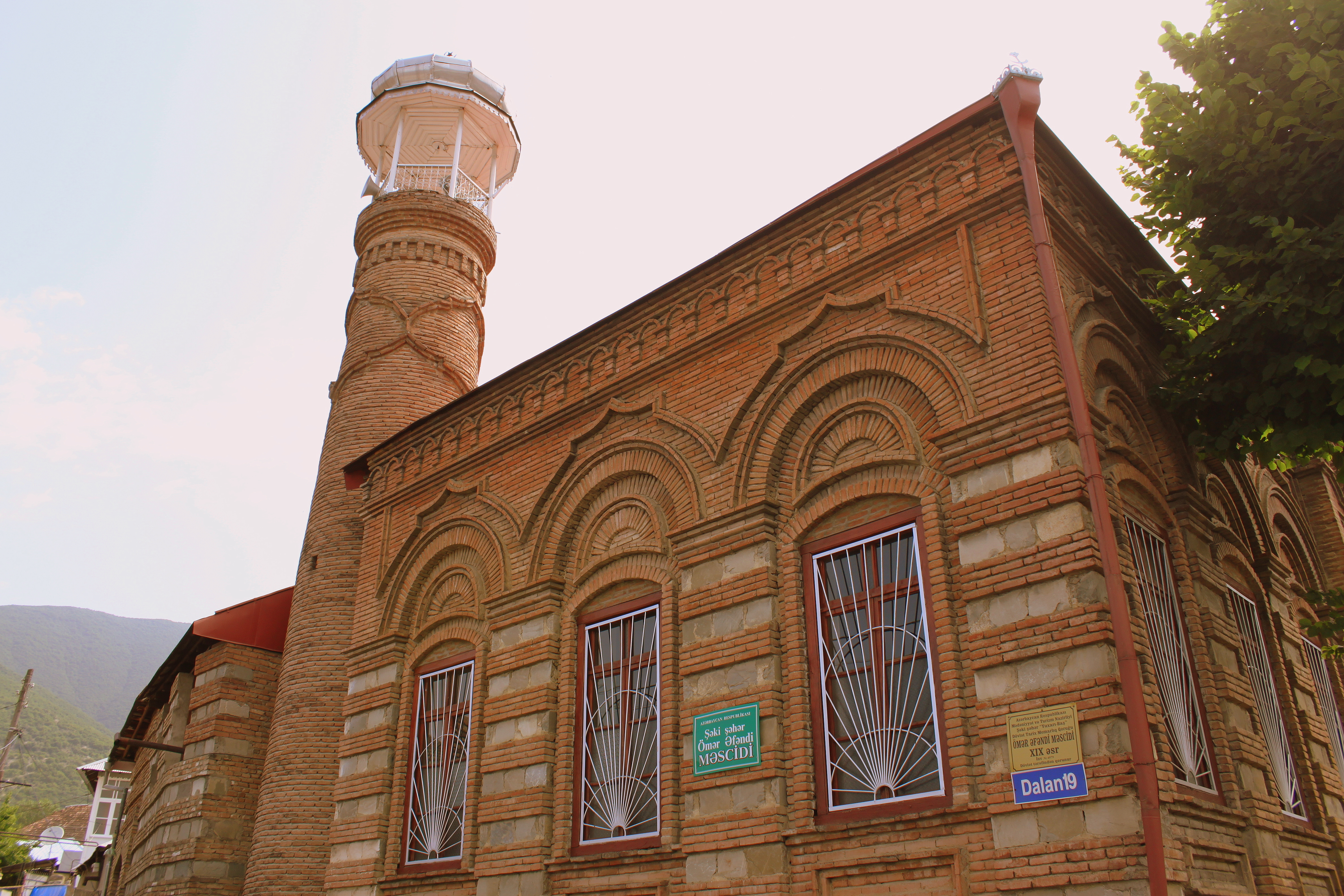
La mosquée « Omer Efendi » (XIXe siècle)
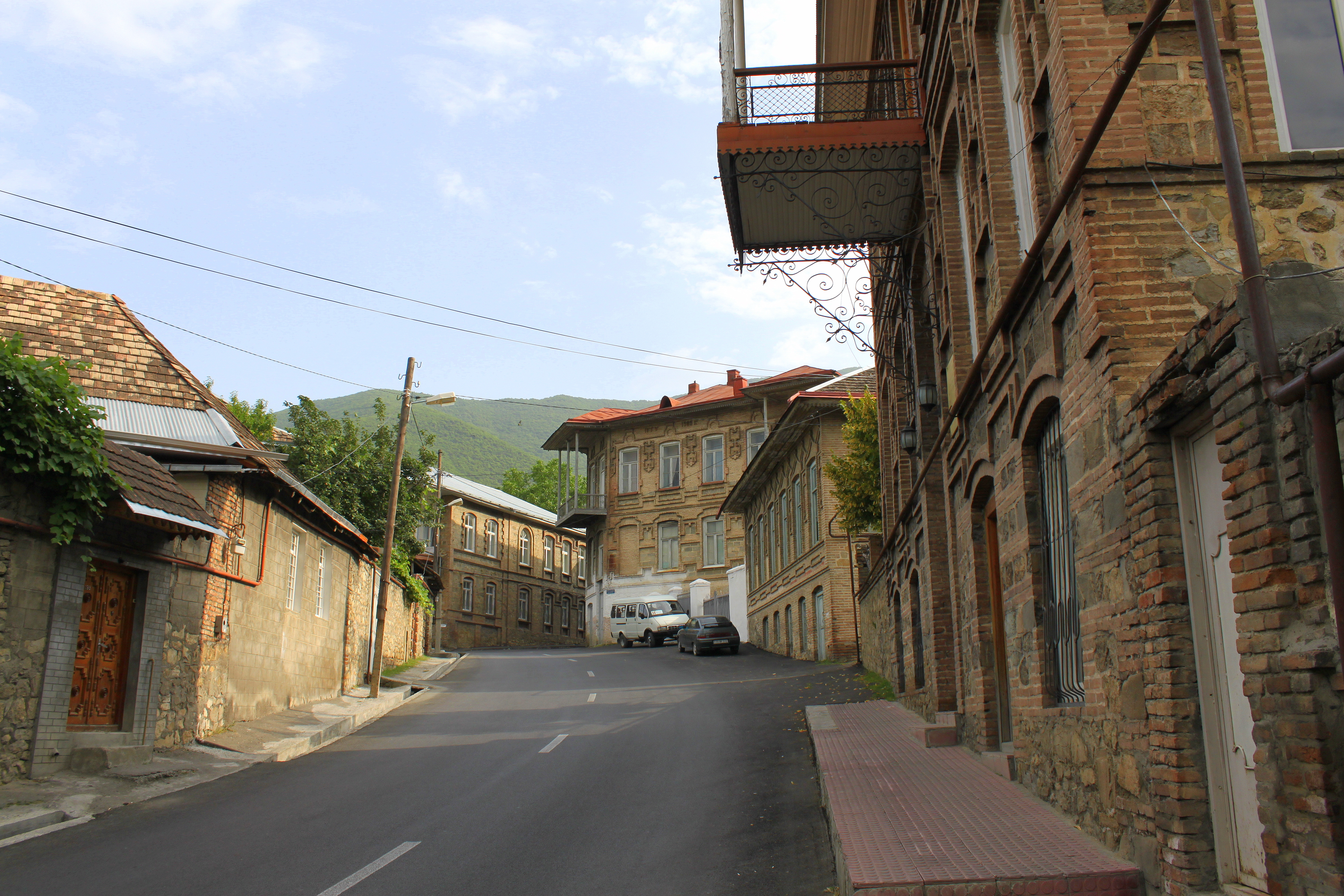
Autre rue de Chaki

## Personnalités
- Mirza Fatali Akhoundov, (1812-1878), y est né
- Yegana Akhundova (1960-), pianiste, compositrice et enseignante, y est née.
- Javanshir Feyziyev, Parlementaire en Azerbaïdjan.
- Bakhtiyar Mammadov (1925-1989), ingénieur pétrolier, y est né.
- Sadaya Mustafayeva (1926-2004), actrice, y est née.
- Ismayil Osmanli (acteur) est né à Cheki en 1902.